# Aurosepina arabica
Aurosepina arabica (лат.) — вид головоногих из семейства настоящие каракатицы отряда каракатицы. Типовой и единственный вид рода Aurosepina.
Тело широкое по отношению к длине, плавники узкие, спинной край мантии не сильно развит в центре. Голова широкая и уплощенная. Глаза большие. Буккальная мембрана без присосок. Воронка с широкой вершиной, не достигающая развилки между брюшными руками. Перепонка хорошо развита между дорсальными руками, ниже латерально и отсутствует между брюшной парой. Четвертая рука самая длинная, остальные почти равны и составляют около одной трети длины тела. Присоски обычно расположены наклонным рядом по четыре в ряд, за исключением двух проксимальных рядов, которые обычно состоят из двух и трех присосок каждый. Кольца обычно гладкие, но на кольцах некоторых дистальных присосок у особи M есть несколько неровных выемок. Щупальца не простираются ниже мантии. Булава маленькая. Присоски щупалец почти равны и расположены примерно по пять в ряд. Кольца имеют несколько мелких широко расставленных зубов, некоторые тупые, другие заостренные. Шесть были обнаружены на одном кольце. Поверхность гладкая, за исключением нескольких бугорков на спинной мантии и продолговатых складок или морщин вдоль начала плавника. Окрас розовато-желтый, тело усеяно красновато-коричневыми или серо-голубыми хроматофорами, менее многочисленными на вентральной стороне. Длина тела до 8,8 см.
Обитает в Индийском океане от Шри-Ланки до Сомали и Лаккадивских островов. Бентосный тропический моллюск, встречающийся на глубине 80—272 м. Для оценки охранного статуса вида недостаточно данных.